# Сьвідриґали
Сьвідриґали (пол. Świdrygały) — село в Польщі, у гміні Нове-Място-над-Пилицею Груєцького повіту Мазовецького воєводства.
Населення — 119 осіб (2011).
У 1975-1998 роках село належало до Радомського воєводства.

## Демографія
Демографічна структура станом на 31 березня 2011 року:
|          | Загалом | Допрацездатний вік | Працездатний вік | Постпрацездатний вік |
| -------- | ------- | ------------------ | ---------------- | -------------------- |
| Чоловіки | 62      | 19                 | 37               | 6                    |
| Жінки    | 57      | 11                 | 34               | 12                   |
| Разом    | 119     | 30                 | 71               | 18                   |